# Evangelisches Schulzentrum Leipzig
Das Evangelische Schulzentrum Leipzig (umgangssprachlich Eva Schulze abgekürzt) ist eine Ersatzschule in freier Trägerschaft, Schulträger ist der Evangelisch-Lutherische Kirchenbezirk Leipzig. In Art einer kooperativen Gesamtschule umfasst das Schulzentrum Grundschule mit Hort und Oberschule sowie ein Gymnasium. Es ist im Leipziger Ortsteil Zentrum-Süd, nur wenige Meter von der Peterskirche entfernt, gelegen.

## Profil

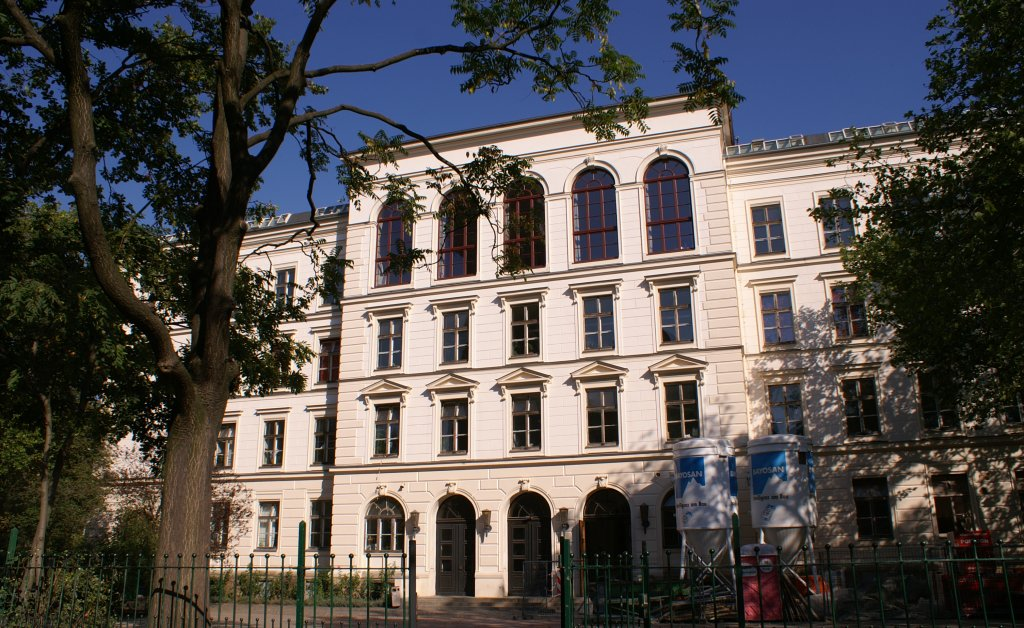
Hauptgebäude des Evangelischen Schulzentrums

Weit über 1000 Schüler verschiedener Konfessionen besuchen die Schule, die sich unter anderem auch eine gute und vollständige Behinderten- und Ausländerintegration zum Ziel gesetzt hat. Das Evangelische Schulzentrum fördert seine Schüler auch musisch auf eine spezielle Weise. Neben zahlreichen AGs und Freizeitangeboten gibt es einen in den Schulalltag integrierten Oberstufenchor und das Oberstufenorchester. Alljährlich finden am 6. Dezember die Weihnachtskonzerte statt, an denen Lehrer, Eltern und Schüler beteiligt sind und ihre musikalischen Künste darbieten.
Das Evangelische Schulzentrum setzt sich zum Ziel, den jungen Menschen Spaß und Freude am Lernen zu vermitteln, aus ihnen verantwortungsbewusste und tolerante Menschen zu machen. Als christliche Schule bietet das Evangelische Schulzentrum Religionsunterricht von der 1. Klasse bis in die Oberstufe. Dort kann Religion auch als Leistungskurs belegt werden. Zum christlichen Profil gehören des Weiteren auch im Wechsel von allen Klassen vorbereitete Montagsandachten sowie Schulgottesdienste zum Schulanfang, zu Weihnachten und zur Passionszeit. Die Schüler der Oberschule haben ab der 6. Klasse die Möglichkeit, Diakonie als Fach zu wählen bzw. nach der 9. Klasse den Hauptschulabschluss zu absolvieren. Die 10. Klassen des Gymnasiums machen ein soziales Praktikum.
Die Aufnahme an der Schule orientiert sich an pädagogischen Überlegungen, individuellen Voraussetzungen des Kindes (besondere Schulleistung oder besondere Begabung) und der jeweiligen Klassenstruktur (z. B. Geschlecht/Konfession/Migrationshintergrund). In der Regel werden Kinder aufgenommen,
- die selbst die Grundschule des Evangelischen Schulzentrums besucht haben (gilt für die weiterführenden Schulen Oberschule und Gymnasium)
- deren Geschwister das Evangelische Schulzentrum besucht haben.

Bevorzugt können Kinder berücksichtigt werden,
- deren Sorgeberechtigten im Dienst christlicher Gemeinden stehen,
- deren Sorgeberechtigten in christlichen Gemeinden besonders engagiert sind,
- im Rahmen von Integrationsmöglichkeiten.

## Geschichte
Die Schule ging im Herbst 1989 im Zuge der Friedlichen Revolution aus der Initiative „Freie Pädagogik“ der christlichen Elternforen hervor. Am 31. Oktober 1990 wurde der Verein Freie christliche Schule Leipzig mit dem Ziel gegründet, eine christliche Schule aufzubauen, in der Kinder ohne Benachteiligungen lernen, sich bekennen und entfalten können. Im Mai 1991 benannte sich der Verein in Evangelisches Schulzentrum Leipzig e. V. um und bekam am 10. Juli 1991 die staatliche Genehmigung für eine Grundschule und ein Gymnasium. So konnten am 24. August 1991 im Rahmen eines feierlichen Schulgottesdienstes in der Peterskirche Grundschule und Gymnasium als erste christliche Schule in Leipzig und erste kooperative Gesamtschule in Sachsen eröffnet werden. Fünf Klassen mit 121 Schülern und 7 Lehrkräften nutzten Räume der Goetheschule. Gründungsschulleiter des Evangelischen Schulzentrums war der damalige Oberstudiendirektor im Kirchendienst Burkhard Jung. Jung leitete die Schule bis zu seiner Wahl zum Beigeordneten für Jugend, Schule und Sport im Februar 1999, heute ist er Oberbürgermeister der Stadt Leipzig.
Die staatliche Genehmigung für einen Mittelschulzweig folgte am 25. Juni 1992. Der Verein übertrug am 5. Mai 1993 die Trägerschaft des Schulzentrums auf die damaligen Evangelisch-Lutherischen Kirchenbezirke Leipzig-Ost und Leipzig-West, die sich im Jahr 2000 zum Kirchenbezirk Leipzig zusammenschlossen. Es folgten die staatlichen Anerkennungen der Grundschule am 21. Dezember 1993 und der Mittelschule am 6. Mai 1994. Die ersten Hauptschulabschlüsse wurden 1995 vergeben, 1996 gab es die ersten Realschulabschlüsse, und der erste Abiturjahrgang legte 1997 seine Prüfungen ab. Durch immer weiter steigende Schülerzahlen wurde das alte Schulhaus zu klein, sodass ein Erweiterungsbau errichtet werden musste. Zum Schuljahr 2017/2018 wurde die Mittelschule in Sachsen zur Oberschule umgewandelt.

## Partnerschaft und Schüleraustausch
Das Evangelische Schulzentrum Leipzig hat zusammen mit dem Gymnasium Andreanum in Hildesheim seit 2008/2009 eine Partnerschaft und einen Schüleraustausch mit der Internationalen Schule Kodaikanal in Kodaikanal, Tamil Nadu, Südindien.

## Gebäude

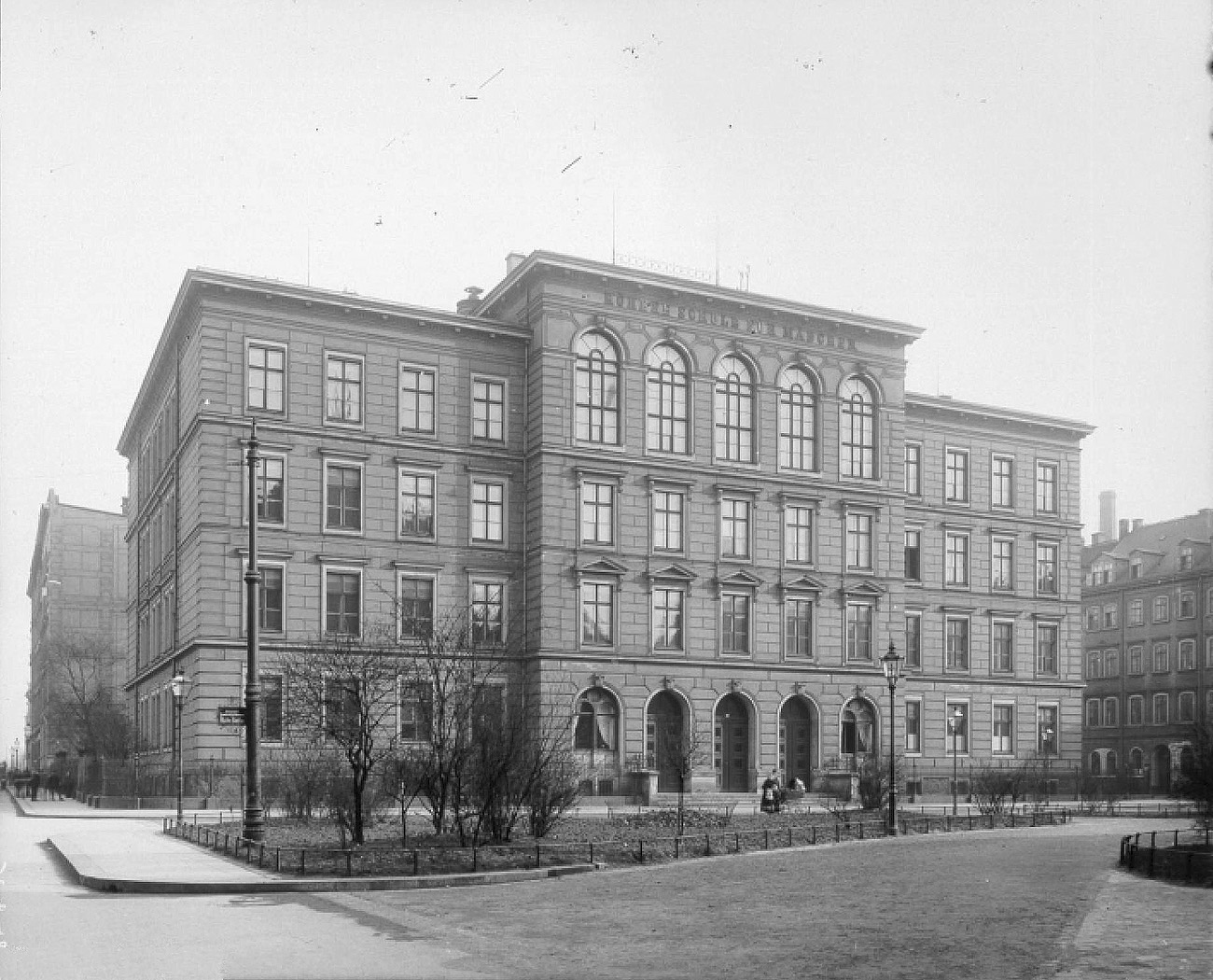
Höhere Schule für Mädchen, um 1900

Erdgeschossgrundriss, 1892

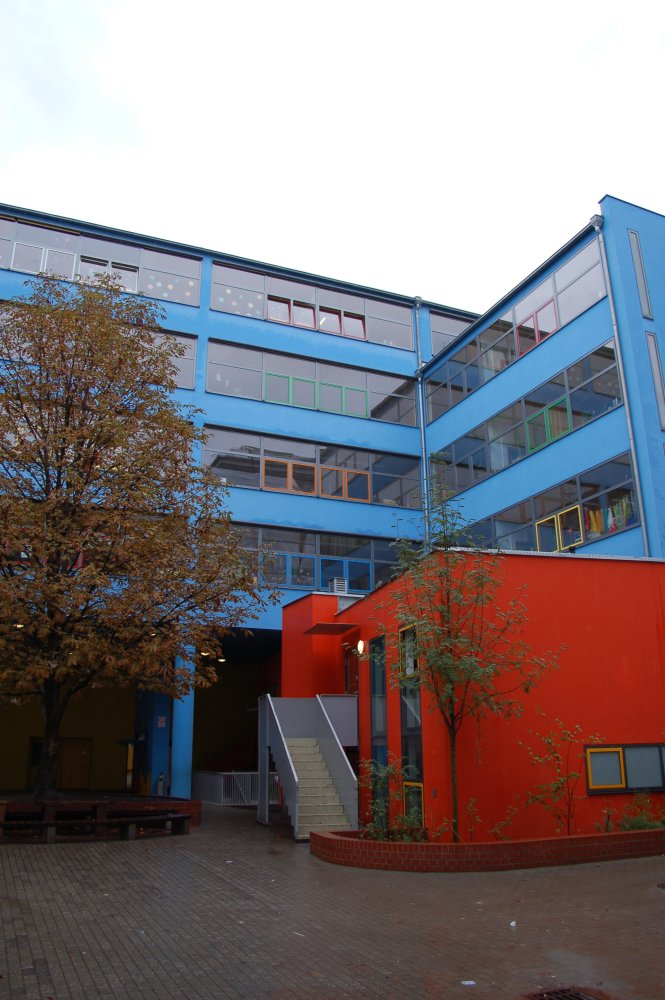
Der Neubau der Grundschule

Das Evangelische Schulzentrum übernahm im Juni 1994 das Gebäude der ehemaligen Goetheschule als Erbbauberechtigter; es bildet heute das Hauptgebäude der Schule. Der viergeschossige Bau wurde 1876/1877 von Max Bösenberg und Georg Häckel als Städtische Höhere Schule für Mädchen erbaut. Der Putzbau mit Sandsteingliederungen auf dreiflügeligen Grundriss war für insgesamt 840 Schülerinnen konzipiert und besaß 22 Klassenräume von jeweils 52,2 m² Größe, die an einem Mittelkorridor liegen. 1925/1926 wurde die Schule erweitert. Es entstand ein stilistisch angepasster Bau mit Klassenräumen, Konferenzzimmer, Bibliothek, Musik-, Handarbeits- und Zeichensälen, wobei das Erdgeschoss des Erweiterungsbaus zur Riemannstraße (früher Albertstraße) hin Arkaden bildet. Die ursprünglich mit dem rückwärtigen dreiarmigen Treppenhaus verbundene Turnhalle wurde nach Kriegsschäden 1953 abgerissen. Das ebenfalls beschädigte Schulgebäude wurde 1953–1957 wiederaufgebaut.
Seit 1900 war der Reformpädagoge Hugo Gaudig Schulleiter der Höheren Mädchenschule, welcher er ein Lehrerinnenseminar anschloss. Mit Teilung der Mädchenschule im Jahre 1907 wechselte Gaudig in die in der Döllnitzer Straße 2 (heute Lumumbastraße) neu gegründete II. Höhere Schule für Mädchen.
Heute befinden sich im historischen Schulgebäude die Schulleitung, die Verwaltung, ein Raum der Stille, eine Bibliothek sowie Mensa, Aula, Fachräume und die Klassen 7 bis 12.
Am 15. Oktober 1999 erfolgte die Grundsteinlegung für die in vier Bauabschnitten entstandenen Erweiterungsbauten. Vom Altbau durch einen Innenhof getrennt entstanden ein Musikhaus (Haus 1) und ein Gebäude (orangefarbenes Haus 2) für eine Klassenstufe der Orientierungsstufe. Ein weiterer Block (blaues Gebäude) beherbergt die Grundschule, den Hort und in der dritten Etage weitere Klassen der Orientierungsstufe. Das neue Schulhaus wurde am 25. April 2001 eingeweiht. An der Bernhard-Göring-Straße errichtete man eine neue, große und moderne Turnhalle, die am 8. Dezember 2003 eingeweiht wurde. Ein Ganztagsgebäude befindet sich in der Hohen Straße 23.

## TheaterhausSchille
Das Evangelische Schulzentrum bietet ab Klasse 8 das wählbare Musen-und-Medien-Profil, in dem fächerverbindend die Fächer Musik, Kunst, darstellendes Spiel, Film und Medienkunde unterrichtet werden. Am Ende jedes Schuljahres werden die Lernergebnisse aus diesem Profil als Aufführungsthemen präsentiert. Zu diesem Zweck betreibt das Evangelische Schulzentrum das Theaterhaus Schille. Im Hinterhaus Otto-Schill-Straße 7 befinden sich ein Saal mit 99 Sitzplätzen und ein angeschlossenes Café mit Kleinkunstbühne und 40 Sitzplätzen.
Das Ende des 19. Jahrhunderts als türkisches Caféhaus erbaute Gebäude war später Blaukreuzkirche (Suchtkrankheiten-Selbsthilfekirche) der Inneren Mission. Ende 1958 fand hier die Spielgemeinde Leipzig eine feste Spielstätte. Dieses Theater der evangelischen Kirche Sachsens wurde anlässlich des 3. Deutschen Evangelischen Kirchentags 1951 von der Schauspielerin Ruth Langhammer und dem Diakon Herbert Dost als privates Tourneetheater gegründet. Im April 1953 wurde die Spielgemeinde mit einem Spielverbot belegt und ihre Auflösung verfügt. Nach dem Volksaufstand 1953 durfte die Spielgemeinde wieder spielen, seit 1961 auf Beschluss des DDR-Kulturministers jedoch ausschließlich in den Räumen der Landeskirche Sachsen und nur mit der Beschränkung auf Spiele mit Verkündigungscharakter. Nachdem die Kirche die Subventionen für das Theater einstellte, musste es Ende 2004 aufgelöst werden. Seit 2005 spielt das freie Theater Theaterkompanie Leipzig in der Tradition der Spielgemeinde weiter.
Seit 1992 wird das Haus vom Evangelischen Schulzentrum für die Theaterarbeit genutzt. Seit 2005 steht es unter der Leitung des Evangelischen Schulzentrums, das das mit professioneller Theatertechnik (Beleuchtung, Tonanlage) ausgestattete Schultheater für die unterschiedlichsten Veranstaltungen nutzt. Die Räume werden auch für Amateur- und Profitheateraufführungen sowie für Konzerte und Seminare vermietet.

## Bekannte ehemalige Schüler
- Alissa Jung (* 1981), Schauspielerin (Tochter des OBM Jung, der an der Gründung der Schule beteiligt war)
- Johannes Herwig (* 1979), Schriftsteller